# نزع سلاح حزب الله
نزع سلاح حزب الله هي قضيةٌ مستمرةٌ في لبنان، وقد أصبحت قضيةً دوليةً تُركّز على الحدّ من قدرات حزب الله العسكرية أو القضاء عليها.
نشأ حزب الله في ثمانينيات القرن الماضي، ونما ليصبح حزبًا سياسيًا إسلاميًا شيعيًا وجماعةً مسلحةً. ومن أهدافه الرئيسية: طرد النفوذ الغربي من المنطقة، وتدمير إسرائيل، ومبايعة المرشد الأعلى لإيران، وإقامة حكومة إسلامية متأثرة بالفكر السياسي الإيراني.
وفي أوائل عام 2025، شُكِّلت حكومة جديدة في لبنان. وفي الوقت نفسه، عانى حزب الله من تراجع كبير في قوته، إثر سلسلة من الانتكاسات العسكرية الكبيرة التي مُني بها خلال مواجهته المسلحة مع إسرائيل، والتي بدأت في 8 أكتوبر 2023 بتدخل حزب الله لدعم حماس في غزة. وقد أتاح ذلك للحكومة فرصةً للسعي إلى نزع سلاح حزب الله، حيث أولى الرئيس جوزيف عون ورئيس الوزراء نواف سلام المنتخبان حديثًا هذه المسألة الأولوية. وتشمل الأهداف الرئيسية للحكومة لإنعاش البلاد إجراء إصلاحات محلية ملحوظة، لتلبية المطالب الدولية والحصول على مساعدة قدرها 1.1 مليار دولار وُعِدت بها البلاد، وذلك رهنًا بقدرتها على إنفاذ تلك الإصلاحات المحلية ونزع سلاح حزب الله.
ووفقًا لمصادر متاحة، أغلق حزب الله غالبية مرافقه التدريبية. وفي ضوء هذه التطورات، اقترح الرئيس جوزيف عون إطارًا يمكن من خلاله دمج أعضاء حزب الله السابقين في القوات المسلحة اللبنانية. ومع ذلك، أكد أن هذا الدمج لن يتضمن إنشاء وحدة عسكرية متميزة أو مستقلة داخل الجيش، كما كان الحال مع بعض الميليشيات التي تم دمجها بعد انتهاء الحرب الأهلية اللبنانية.
ومن وجهة نظر حزب الله، فإن الشرط الرئيسي للمضي قدمًا في عملية نزع السلاح هو تقديم ضمانات من إسرائيل، وتحديدًا التزام رسمي بالامتناع عن شن هجمات مستقبلية على لبنان والانسحاب من النقاط الخمس التي ما يزال يسيطر عليها الجيش الإسرائيلي. وتجدر الإشارة إلى أن إسرائيل تصرّ أن يتم نزع سلاح حزب الله قبل أن تنسحب من هذه النقاط الخمس.

## خلفية
تأسس حزب الله، وهو جماعة إسلامية شيعية مسلحة وحزب سياسي، ردًا على الاجتياح الإسرائيلي للبنان عام 1982، وتلقى دعمًا من الحرس الثوري الإسلامي الإيراني، وحظي كذلك بدعم من نظام الأسد في سوريا. يتمتع جناحه السياسي بمقاعد في البرلمان اللبناني. أما جناحه المسلح المستقل، والذي يُنظر إليه غالبًا على أنه أكثر كفاءة من القوات المسلحة اللبنانية، فيعمل خارج إطار الدولة، مما يُقوّض السيادة الوطنية وسيادة القانون.
لعب حزب الله منذ تأسيسه، دورًا محوريًا في العديد من الصراعات المسلحة في المنطقة، كما لعب دورًا رئيسيًا في الحرب الأهلية اللبنانية، وتمكن من استبعاد نفسه من اتفاق الطائف الذي وقعته جميع الأطراف الأخرى في الحرب الأهلية اللبنانية عام 1989.
خاض حزب الله حرب عصابات ضد القوات الإسرائيلية في جنوب لبنان مما كان من العوامل التي أدت إلى انسحابها الكامل من الأراضي اللبنانية. وفي عام 2006، بدأ حزب الله في عملية الوعد الصادق حيث قام باختطاف جنديين إسرائيليين، الأمر الذي تسبب في حرب استمرت 34 يومًا مع إسرائيل، أسفرت عن سقوط العديد من الضحايا ودمار واسع النطاق في لبنان.
في عام 2008، حوّل حزب الله قوته ضد المؤسسات الحكومية في لبنان خلال أزمة سياسية، حيث استولى لفترة وجيزة على غرب بيروت بالقوة. ثم، في عام 2011، شارك في الحرب الأهلية السورية حليفًا لنظام بشار الأسد. وفي السنوات التالية زادت ترسانته العسكرية بما في ذلك الصواريخ طويلة المدى.
وبعد يوم من هجمات 7 أكتوبر، بدأ حزب الله في إطلاق الصواريخ الموجهة وقذائف المدفعية على إسرائيل، مما أدى إلى أكبر تصعيد بين الجانبين. بلغت الحملة ذروتها في سبتمبر 2024 عندما فجرت إسرائيل أجهزة النداء التابعة لمقاتلي حزب الله وقضت على قيادة حزب الله بمن في ذلك حسن نصر الله، وهاشم صفي الدين. تلا ذلك خسائر فادحة تقدر بالآلاف من المقاتلين، وضربات كبيرة للبنية التحتية للصواريخ. بدأ وقف إطلاق النار في 27 نوفمبر 2024، بوساطة الولايات المتحدة وفرنسا. ومع إنشاء حكومة جديدة خلال عام 2025، زادت من ضغطها على حزب الله لوضع أسلحته تحت سيطرة الدولة، بينما لا يزال حزب الله نفسه يقاوم نزع سلاحه.

## الإطار القانوني والسياسي

### اتفاق الطائف (1989)
نصّ اتفاق الطائف، الذي أنهى الحرب الأهلية اللبنانية، على حلّ جميع الميليشيات اللبنانية، ووقّعت عليه جميع الأطراف. ومع ذلك، استُثني حزب الله بشكل غير رسمي، لكونه قوة مقاومة لمحاربة الاحتلال الإسرائيلي، وهو احتلال انتهى فعلًا عام 2000. إلّا أن حزب الله ادعى أن الاحتلال ما زال قائمًا في الواقع طالما تسيطر إسرائيل على مزارع شبعا.

### قرار مجلس الأمن التابع للأمم المتحدة رقم 1559 (2004)
صدر القرار 1559 عام 2004، ودعا صراحةً إلى حلّ جميع الميليشيات والمنظمات داخل لبنان ونزع سلاحها، سواءً أكانت لبنانية أم غير لبنانية. ومرة أخرى، لم يُذكر حزب الله تحديدًا في القرار، ولكن كان من المفهوم ضمنًا أنه يشمل حزب الله أيضًا. 

### قرار مجلس الأمن التابع للأمم المتحدة رقم 1701 (2006)
صدر القرار 1701 بعد حرب لبنان عام 2006 بين حزب الله وإسرائيل، وكرر هذا القرار مرة أخرى الدعوة إلى نزع سلاح جميع الجماعات المسلحة في لبنان، ودعا إلى نشر الجيش اللبناني وقوات الأمم المتحدة المؤقتة في لبنان (اليونيفيل) في جنوب لبنان. وحتى عام 2025، لم يقم الحزب بنزع سلاحه، منتهكًا بذلك القرارين الأمميين.

## الجانب الاقتصادي
في أكتوبر 2024، وضعت مجموعة العمل المالي (FATF) لبنان على قائمتها الرمادية، مشيرة إلى أوجه قصور خطيرة في مكافحة غسل الأموال وتمويل الإرهاب. ويُخضع هذا التصنيف لبنان لمزيد من المراقبة الدولية والضغط لتنفيذ إصلاحات مالية عاجلة. يأتي القرار في خضم أزمة اقتصادية عميقة وطويلة الأمد بدأت في عام 2019، وتفاقمت بسبب جائحة كوفيد-19 والانفجار المدمر في ميناء بيروت عام 2020. ومع انهيار قطاعه المصرفي واعتماده المتزايد على المعاملات النقدية، كافح لبنان لضمان تنظيم التدفقات المالية بشكل فعال.
أشارت مجموعة العمل المالي (FATF) إلى مخاوف رئيسية، إذ يعاني لبنان من ضعف النظام القضائي المتأثر بالسياسة، ولم تبذل الحكومة جهدًا كافيًا لمنع تدفق الأموال إلى الجماعات الإرهابية المرتبطة بالميليشيات المحلية. وتترتب على إدراج لبنان على "القائمة الرمادية" آثار خطيرة. فذلك يُبعد المستثمرين الأجانب، ويزيد من صعوبة المواطنين فيما يتعلق بإرسال أو استلام الأموال من الخارج، كما يزيد من الإجراءات البيروقراطية والتكاليف على البنوك اللبنانية. ويُظهر هذا الإدراج حاجة لبنان الماسة إلى تحسين قواعده وأنظمته لمكافحة غسل الأموال وتمويل الإرهاب، من أجل إعادة بناء الثقة مع المجتمع المالي العالمي. ويرتبط هذا ارتباطًا مباشرًا بحزب الله نظرًا لدوره المحوري في كل من النظام السياسي اللبناني وبيئته المالية. وهو ما تُحدده مجموعة العمل المالي والسلطات الدولية كعقبات رئيسية أمام إنفاذ فعال لمكافحة غسل الأموال وتمويل الإرهاب.

## الجدول الزمني
في فبراير 2025 تم تشكيل حكومة لبنانية جديدة، وانتهى بذلك حكم نجيب ميقاتي المؤقت. وكان أحد أجنداتها نزع سلاح حزب الله. وفي الشهر نفسه، زارت المبعوثة الأمريكية مورغان أورتاغوس لبنان حيث تحدثت بحزم عن ضرورة قيام الجيش اللبناني بنزع سلاح حزب الله في أسرع وقت ممكن. وخلال الزيارة التقت بالرئيس جوزيف عون ورئيس الوزراء نواف سلام، وكذلك رئيس مجلس النواب نبيه بري.
وبهدف تعزيز المساعي لتفکیک البنية التحتية لحزب الله نشر في مارس - أبريل 2025، نُشر جنود إضافيون في جنوب لبنان. كما أُفيد بتسليم 90٪ من مواقع حزب الله في جنوب لبنان إلى الجيش.
وفي 15 أبريل 2025، تحدث الرئيس عون عن إمكانية حل قضية نزع سلاح حزب الله بصورة غير عنيفة، والتوصل إلى الهدف من خلال الحوار والتنسيق مع رئيس مجلس النواب.
وفي أواخر أبريل 2025، ووفقاً للجيش اللبناني، تم تفكيك 90% من البنية التحتية العسكرية لحزب الله جنوب نهر الليطاني، وبالتالي استولى الجيش على معاقل حزب الله السابقة هناك.
وحسب أحد التقارير، كان من المقرر أن يعقد حزب الله مراجعة استراتيجية داخلية في 4 يوليو 2025، من أجل النظر في نزع سلاحه جزئيًا أو تقليص وجوده المسلح، بسبب خسائره الكبرى خلال عام 2024، والضغوط المالية، والضربات الإسرائيلية المستمرة، وتراجع الدعم الإيراني مع سقوط نظام الأسد.
وفي 11 يوليو 2025، أكد الرئيس اللبناني جوزيف عون أن قرار الاحتفاظ بجميع الأسلحة حصريًا للدولة قد تم اتخاذه بحزم ولا رجعة فيه.
وأقرّ مجلس الوزراء اللبناني في جلسته بتاريخ 7 أغسطس 2025 الأهداف العامة للورقة الأميركية التي تنص على حصر السلاح بيد الدولة اللبنانية، وتشمل نشر الجيش على الحدود وتنفيذ خطة لنزع سلاح حزب الله قبل نهاية العام، في إطار اتفاق وقف إطلاق النار مع إسرائيل الذي يحدد أن السلاح يكون حصراً بيد المؤسسات الأمنية والعسكرية الرسمية.

## المواقف السياسية

### الرئيس جوزيف عون
لقد آمن عون بأن الدولة وحدها هي من يجب أن يحمل السلاح، وأن نزع سلاح حزب الله لن يتحقق إلا بالحوار ولا بالقوة. وفي 26 يوليو 2025، أقرّ بأن تقدم المحادثات مع حزب الله بطيء للغاية.

### رئيس مجلس الوزراء نواف سلام
كان موقف نواف سلام من هذه المسألة واضحًا منذ اليوم الأول لتشكيل الحكومة اللبنانية الجديدة، إذ يرى أن نزع سلاح حزب الله له أولوية. ويريد إجراء إصلاحات وتعزيز سلطة الدولة على السلاح.

### رئيس مجلس النواب نبيه بري
تشير التقارير إلى أن حزب الله أبلغ رئيس مجلس النواب نبيه بري أنه لن يتخلى عن سلاحه، حتى لو انسحبت إسرائيل من المناطق المحتلة في لبنان. كما صرّح نبيه بري بأن الحكومة لا تستطيع التعهد بنزع سلاح الجماعات شمال نهر الليطاني.

### الأمين العام لحزب الله نعيم قاسم
صرح نعيم قاسم أن حزب الله لن يتخلى عن سلاحه طالما استمرت إسرائيل في هجماتها. ورفض المقترحات الأمريكية، واصفًا إياها بـ"الاستسلام"، وقال إن نزع السلاح لن يكون ممكنًا إلا بعد انسحاب إسرائيل الكامل من جنوب لبنان.

### وليد جنبلاط
أحد الأصوات البارزة الداعية إلى نزع سلاح حزب الله يقول إن حزب الله يجب أن "يدرك أن الاحتفاظ بأسلحته وصواريخه لا يخدم أي غرض".